# Muhammed Badamosi
Muhammed Badamosi (Bundung, 27 december 1998) is een Gambiaans voetballer die doorgaans speelt als centrumspits. Sinds 2020 komt hij uit voor het Belgische KV Kortrijk.